# Hållstjärnen
Hållstjärnen är en sjö i Älvsbyns kommun i Norrbotten och ingår i Piteälvens huvudavrinningsområde. Sjön har en area på 0,0791 kvadratkilometer och ligger 256,5 meter över havet. Hållstjärnen ligger i Piteälven Natura 2000-område.

## Delavrinningsområde
Hållstjärnen ingår i det delavrinningsområde (730292-170729) som SMHI kallar för Ovan 730111-170647. Medelhöjden är 256 meter över havet och ytan är 8,26 kvadratkilometer. Det finns inga avrinningsområden uppströms utan avrinningsområdet är högsta punkten. Vattendraget som avvattnar avrinningsområdet har biflödesordning 4, vilket innebär att vattnet flödar genom totalt 4 vattendrag innan det når havet efter 109 kilometer. Avrinningsområdet består mestadels av skog (85 procent). Avrinningsområdet har 0,08 kvadratkilometer vattenytor vilket ger det en sjöprocent på 1 procent.